# Eneli Jefimova
Eneli Jefimova (Tartu, 27 dicembre 2006) è una nuotatrice estone, specializzata nella rana.

## Biografia
Nel 2021 partecipa agli europei di Budapest, riuscendo a soli 14 anni a qualificarsi per la finale dei 100 metri rana, conclusa in ottava posizione. Nello stesso anno partecipa ai Giochi olimpici di Tokyo (fermandosi in semifinale nei 100 metri rana e non superando le batterie sulla distanza doppia) e si aggiudica (sempre nei 100 metri rana) la medaglia d'argento agli europei in corta di Kazan', alle spalle dell'italiana Martina Carraro ed a pari merito con la russa Evgenija Čikunova. Due anni dopo nella stessa distanza conquista la sua prima medaglia d'oro a livello senior, durante gli europei in corta di Otopeni.
Nel 2024, agli europei di Belgrado, vince la medaglia d'oro nei 100 metri rana.

## Palmarès
- Mondiali in vasca corta

Budapest 2024: bronzo nei 100m rana.
- Europei

Belgrado 2024: oro nei 100m rana.
- Europei in vasca corta

Kazan' 2021: argento nei 100m rana.
Otopeni 2023: oro nei 100m rana, argento nei 50m rana.
- Mondiali giovanili

Netanya 2023: oro nei 50m rana, argento nei 100m rana, bronzo nei 200m rana.
- Europei U23

Šamorín 2025: oro nei 50m rana e nei 100m rana.
- Europei giovanili

Roma 2021: oro nei 100m rana, argento nei 200m rana, bronzo nei 50m rana.
Otopeni 2022: oro nei 50m rana, nei 100m rana e nei 200m rana.
Belgrado 2023: oro nei 50m rana e nei 100m rana, argento nei 200m rana.
Vilnius 2024: oro nei 100m rana.